# Роллан, Жан-Кристоф
Жан-Кристоф Андре Жером Роллан (фр. Jean-Christophe Rolland, род. 3 июля 1968[…], Кондрие) — французский гребец и спортивный функционер, чемпион летних Олимпийских игр 2000 года в двойках, бронзовый призёр Игр 1996 года, двукратный чемпион мира, 18-кратный чемпион Франции. С 2014 года президент Международной федерации гребного спорта (FISA). Член Международного олимпийского комитета.

## Биография
В детстве Жан-Кристоф Роллан занимался регби и плаванием, но в 12 лет вслед за старшим братом занялся греблей в клубе Condrieu, откуда перешёл в Rowing Union Nautique de Lyon, за который выступал на протяжении всей карьеры. В 1989 году Роллан начал выступать в паре с Мишелем Андрьё. В 1991 году французская двойка пробилась в финал чемпионата мира, где заняла 5-е место.
На летних Олимпийских играх 1992 года в Барселоне Роллан и Андрьё только через отборочный заезд смогли пробиться в полуфинал соревнований, где уверенно выиграли заезд и вышли в финал. В решающем заезде французские гребцы не смогли оказать серьёзную конкуренцию призёрам соревнований, и заняли 4-е место, уступив в борьбе за бронзу почти 3 секунды. После окончания Игр Роллан хотел завершить спортивную карьеру и сосредоточиться на работе, но в итоге принял решение совмещать оба вида деятельности и в течение следующих двух лет Роллан и Андрьё выступали в четвёрках и стали чемпионами мира 1993 года и серебряными призёрами 1994 года. На мировом первенстве 1995 года Роллан и Андрьё вновь участвовали в соревнованиях двоек, и заняли там третье место, уступив гребцам из Великобритании и Австралии.
В 1996 году Роллан и Андрьё приняли участие в летних Олимпийских играх в Атланте. На предварительном этапе французские гребцы одержали уверенную победу и напрямую прошли в полуфинал. В своём заезде французы стали вторыми, позади австралийских спортсменов. В финале Роллан и Андрьё вместе с британскими и австралийскими гребцами оторвались от остальных конкурентов. На финише французы чуть отстали от соперников и завоевали бронзовые медали. В 1997 году Роллан и Андрьё во второй раз в карьере стали чемпионами мира. В 1998 году Роллан принял решение приостановить карьеру и вернулся в греблю только в 1999 году, ради выступления на Олимпийских играх в Сиднее. На предолимпийском чемпионате мира Роллан и Андрьё завоевали серебряные медали, уступив только австралийцам Дрю Гинну и Джеймсу Томкинсу.
На летних Олимпийских играх в Сиднее Роллан и Андрьё считались одними из главных фаворитов, потому что их основные соперники и действующие олимпийские чемпионы британцы Мэтью Пинсент и Стив Редгрейв выступали в четвёрках, а Дрю Гинн получил серьёзную травму и пропускал Игры, в результате чего партнёром Томкинса стал малоопытный Мэттью Лонг. В результате французские гребцы выиграли все три заезда, в которых участвовали и стали олимпийскими чемпионами. После окончания Игр Жан-Кристоф Роллан завершил спортивную карьеру.
По завершении карьеры Роллан начал активно участвовать в деятельности Международной федерации гребного спорта (FISA). В 2002 году француз стал председателем комиссии спортсменов, в которую был избран ещё в 1994 году. С 2004 по 2011 год входил в исполнительный комитет FISA. В 2013 году Роллан был избран новым президентом Международной федерации гребного спорта, сменив на этом посту швейцарца Дениса Освальда, который возглавлял организацию в течение 24 лет. В 2017 году Роллана переизбрали на новый срок. Также в 2017 году Жан-Кристоф стал членом Международного олимпийского комитета.

## Личная жизнь
В 1991 году получил степень магистра по электротехнике, электронике и связи в Высшей школе физической химии и электроники Лиона.